# Champteussé-sur-Baconne
Champteussé-sur-Baconne ist eine Ortschaft und eine Commune déléguée in der französischen Gemeinde Chenillé-Champteussé mit 207 Einwohnern (Stand 1. Januar 2022) im Département Maine-et-Loire in der Region Pays de la Loire. 
Champteussé wurde am 8. März 1962 in Champteussé-sur-Baconne umbenannt.
Mit Wirkung vom 1. Januar 2016 wurden die Gemeinden Chenillé-Changé und Champteussé-sur-Baconne zu einer Commune nouvelle mit dem Namen Chenillé-Champteussé zusammengelegt. Die Gemeinde Champteussé-sur-Baconne gehörte zum Arrondissement Segré und zum Kanton Tiercé.

## Geographie
Champteussé-sur-Baconne liegt etwa 25 Kilometer nordnordwestlich von Angers.

## Bevölkerungsentwicklung
| Jahr                       | 1962 | 1968 | 1975 | 1982 | 1990 | 1999 | 2006 | 2013 |
| Einwohner                  | 276  | 243  | 217  | 181  | 183  | 187  | 222  | 228  |
| Quellen: Cassini und INSEE |      |      |      |      |      |      |      |      |

## Sehenswürdigkeiten
- Kirche Saint-Martin, seit 1968 Monument historique
- Pfarrhaus aus dem 17. Jahrhundert, seit 1984 Monument historique
- Haus Sainte-Barbe, seit 1974 Monument historique

Siehe auch: Liste der Monuments historiques in Chenillé-Champteussé